# 배엽에서 유래된 사람 세포 유형 목록
배엽에서 유래된 사람 세포 유형 목록(영어: list of human cell types derived from the germ layers)은 외배엽, 중배엽, 내배엽의 세 가지 배아 배엽에서 파생된 사람의 세포 유형 목록이다.

## 외배엽에서 유래된 세포

### 표면 외배엽

#### 피부
- 트라이코사이트
- 각질세포

## 같이 보기
- 배엽
- 사람 세포 유형 목록
- 작은세포 세포 (소세포성 세포, parvocellular cell, P-세포)